# Pontania nigricantis
Pontania nigricantis är en stekelart som beskrevs av Jens-Peter Kopelke 1986. Pontania nigricantis ingår i släktet Pontania, och familjen bladsteklar. Arten är reproducerande i Sverige.